# شاه نارگیل

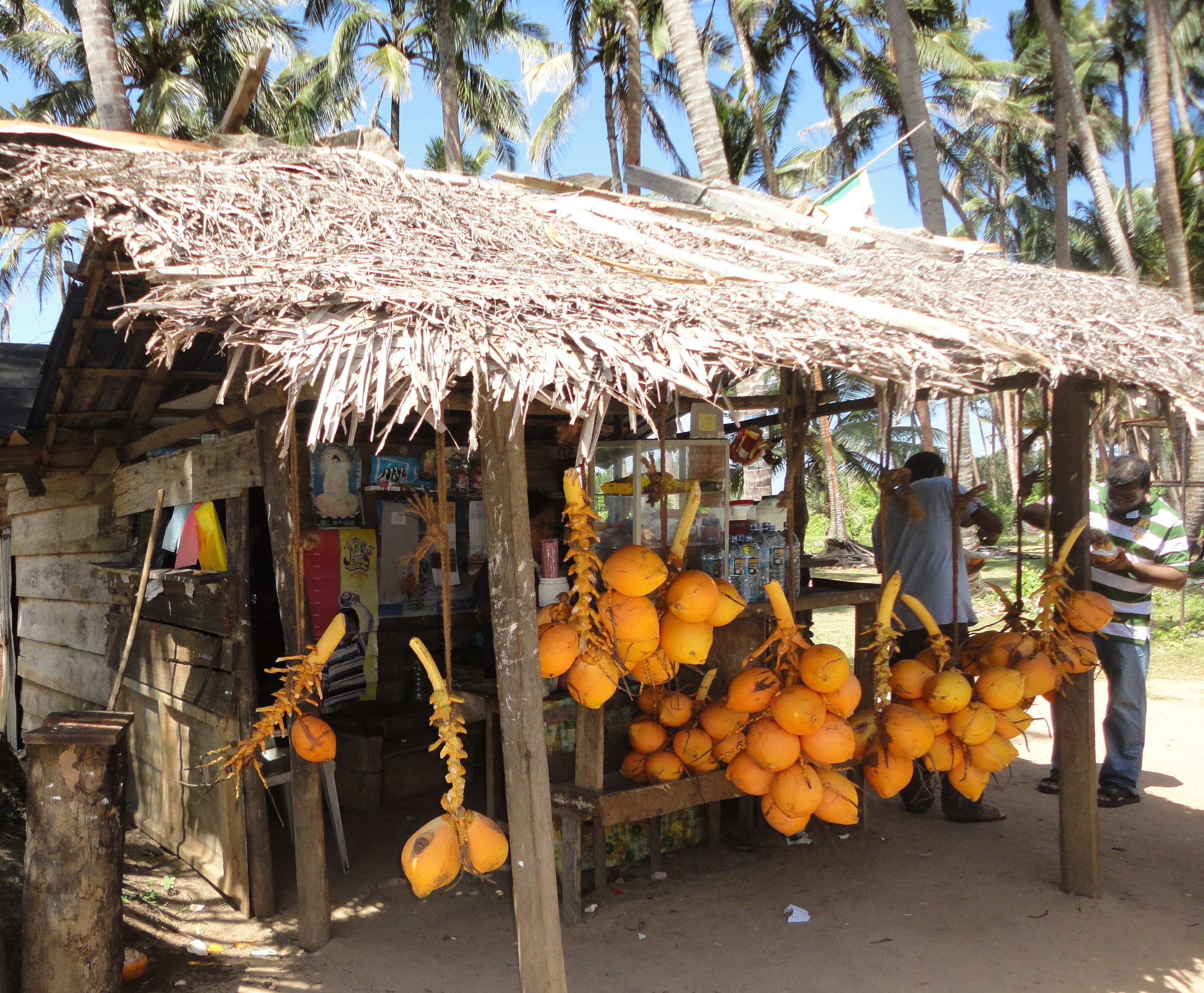
کیوسک تمبیلی در یک جاده اصلی در سری‌لانکا است.

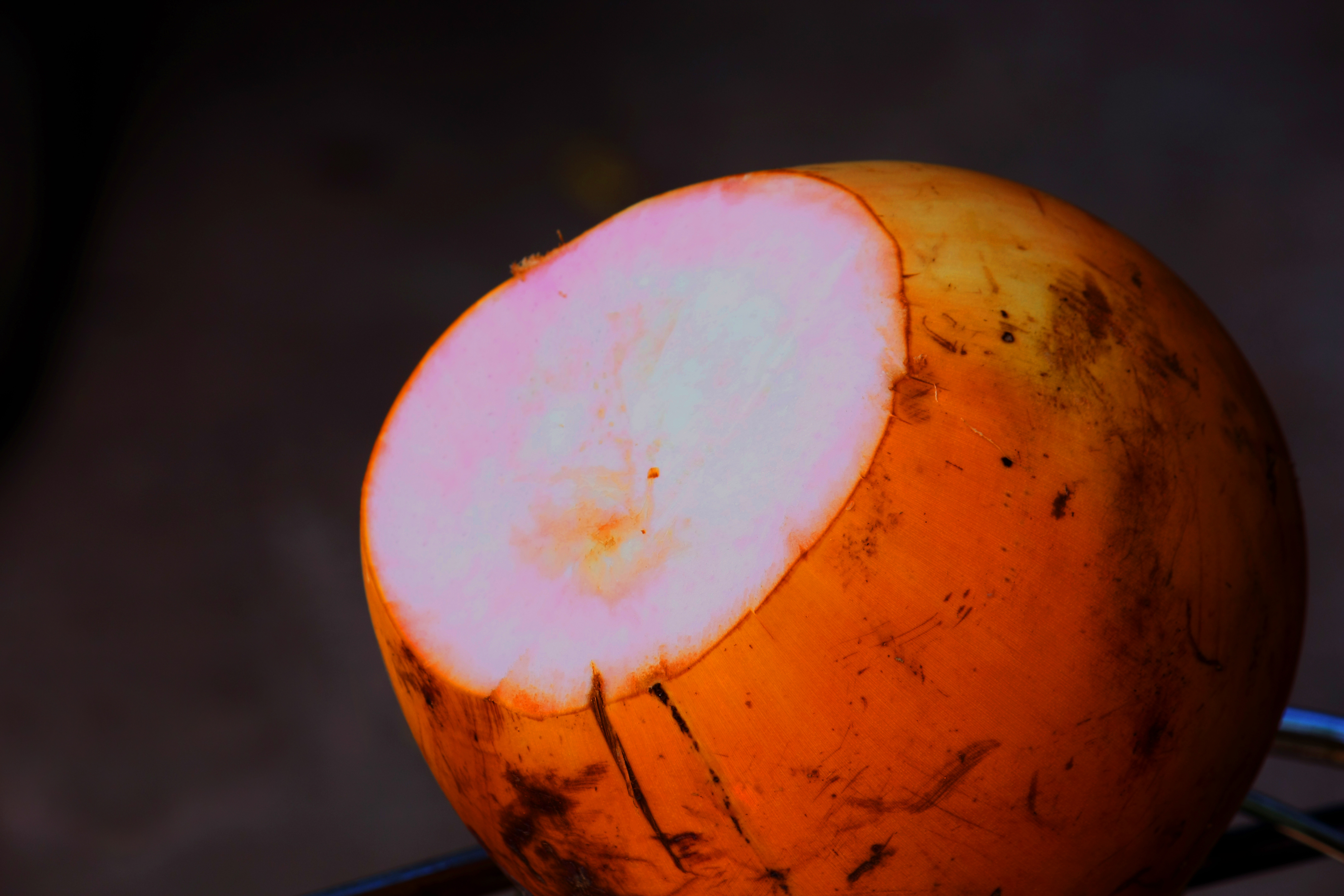
نارگیل قهوه‌ای قرمز، یک نوع/فرم نادر است که در زیر لایه بیرونی پوستش رنگ صورتی دارد.

شاه نارگیل (Cocos nucifera var aurantiaca) نوعی نارگیل است که بومی سریلانکا است. شاه نارگیل همچنین در هند و اندونزی یافت می‌شود. جایی که به عنوان Thæmbili (سینهالی තැඹිලි) شناخته می‌شود. مقدار قند کمتری نسبت به نارگیل‌های معمولی، چندین گونه فرعی از شاه نارگیل وجود دارد که رایج‌ترین آنها «کوتوله قرمز» (kaha thæmbili، معمولاً به عنوان gon thæmbili نامیده می‌شود) است. نوع دیگر «ران تامبیلی» است، یک نوع کوچکتر حاوی حدود چهل مغز در یک دسته. درخت شاه نارگیل کوتاه‌تر از درختان نارگیل است و معمولاً در بسیاری از مناطق کشور به صورت وحشی رشد می‌کند.
این گونه نارگیل حاوی مشخصات غذایی غنی از جمله منابع زیادی از ویتامین‌ها، اسیدهای آمینه، سدیم، پتاسیم، فسفات و کلرید است. جالب اینجاست که مایعات داخل شاه نارگیل نسبت به پرتقال مقدار کلسیم بیشتری دارد و همچنین حاوی مقدار بیشتری پتاسیم نسبت به موز است. این نارگیل‌ها همچنین حاوی آنزیم‌های فعال زیستی هستند که به تقویت متابولیسم بدن کمک می‌کنند و کمک زیادی به هضم غذا می‌کنند. پرورش شاه نارگیل‌ها در درجه اول برای شیر آنها و همچنین مایعات موجود در پوست آنها است. 

## کاربرد تحقیقاتی
سریلانکا در حال حاضر آب شاه نارگیل بسته بندی شده را با برندهای مختلف صادر می‌کند و مغز آنها مایع فوق العاده شیرین و خوش طعم تولید می‌کند که بسیار آبرسان، خنک کننده و گوارا است.
همانطور که از پژوهش‌ها مشخص است، در سری لانکا چندین نوع نارگیل به صورت کشت شده وجود دارد. بیشتر آن‌ها تحت تحقیقات موسسه ملی تحقیقات نارگیل قرار می‌گیرند. طبق یافته‌های موسسه ملی تحقیقات نارگیل، این انواع در طی عملیات اکتشافی جدید در منطقه جنوبی سری لانکا شناسایی شده‌اند.
نارگیل در سریلانکا در حال حاضر به ۱۵ شکل مختلف طبقه بندی می‌شود که در سه نوع گروه بندی می‌شوند، یعنی "Typica"، "Nana" و "Aurantiaca". ویژگی‌های مورفولوژیکی بصری چندین مورفوتیپ جدید نارگیل با هدف گنجاندن آنها در طبقه‌بندی طبقه‌بندی نارگیل در سریلانکا مشخص شد. همچنین در برخی از مناطق کرالا یافت می‌شود، جایی که به نام (چومانا ثنگا) یا نارگیل قرمز شناخته می‌شود.